# Bobo Mainini
Giuseppe Mainini, detto Bobo (Lonate Pozzolo, 5 maggio 1952), è un ex pilota di rally e paraciclista italiano, attualmente unico rallista disabile in Italia con licenza C.S.A.I..

## Carriera
Figlio di Fernanda e Carlo Mainini, Giuseppe è nato il 5 maggio 1952 a Lonate Pozzolo. Cresciuto a Sant'Antonino Ticino, sviluppò fin da bambino la passione per i motori.
Conosciuto con il soprannome di Bobo, Mainini debuttò nel mondo del rally nel 1972 riuscendo ad aggiudicarsi un'ottima posizione al Rally del Mottarone ed a quello di San Remo di qualche tempo dopo, entrando a far parte prima della scuderia "Tre Gazzelle" di Novara, per poi passare a bordo di una Alfa Romeo Giulia TI Super della scuderia Jolly Club.
La sua carriera agonistica come pilota di rally proseguì con alcune vittorie a livello locale e nazionale sino al 1985 quando si aggiudicò il 9º posto al campionato europeo di rally a bordo di una Lancia Rally 037. A partire da quell'occasione ebbe modo di perfezionare la propria conoscenza nel mondo del rally grazie all'incontro ed alla collaborazione con Clay Regazzoni. Dal 1990 si dedicò a singole gare di proprio interesse come il Rally Città di Biella, il Rally del Gargano, il Rally di San Martino di Castrozza ed il Rally della Valli Imperiesi.
Dopo il 1998, a seguito di un tragico incidente che l'ha reso disabile, ha ottenuto dalla C.S.A.I. il patentino di primo pilota disabile di rally in Italia, riprendendo a gareggiare nel campionato mondiale disabili aggiudicandosi tre vittorie tra il 2006 ed il 2008, aggiudicandosi un terzo ed un secondo assoluto nelle ultime due gare. Nel 2007 inoltre è stato apripista dell'Abu Dhabi Desert Challenge, gara vinta quell'anno da Stéphane Peterhansel. Nel 2009 ha preso parte al Trofeo Andros, gareggiando in uno spettacolare testa a testa con Alain Prost, affiancando campioni del calibro di Jean-Philippe Dayraut e Franck Lagorce.
Dopo il ritiro dal mondo del rallysmo mondiale, la sua attività nel mondo sportivo è stata anche oggetto della scrittura a quattro mani con lo storico Andrea Balzarotti di un libro di memorie dal titolo Bobo - Un angelo a quattro ruote, dove ha raccontato la sua miracolosa e improvvisa guarigione a seguito di un tragico incidente avvenuto nel corso di una gara ad Imperia, da lui attribuita a padre Pio, fatto che ha attirato l'attenzione del grande pubblico grazie anche alla partecipazione come ospite d'onore ad alcuni programmi televisivi come La strada dei miracoli, I fatti vostri e Mattino Cinque. È stato collaboratore della Abarth Driving School di Sandro Munari ed ha iniziato una nuova attività sportiva nel campo dell'handbike grazie all'aiuto di Alex Zanardi, trionfando nel 2015 con un tour della Lombardia da solista. Nel 2016 ha ricevuto il prestigioso premio Rosa Camuna della Regione Lombardia. Attualmente è presidente di un'associazione che ha sede a Corbetta, in provincia di Milano, città dove il campione ha vissuto dal 1997 al 2021.